# Дипломатическая миссия Франции в Остине
Дипломатическая миссия Франции в Остине — историческое здание дипломатической миссии в восточном Остине, штат Техас, построенное в 1841 году для представления французского правительства в новой Республике Техас.
Это одно из старейших сохранившихся каркасных сооружений в Остине. Здание и его окрестности были внесены в Национальный реестр исторических мест в 1969 году. Французское представительство также является Зарегистрированной исторической достопримечательностью Техаса, исторической достопримечательностью города Остин и Памятником древностей штата Техас.
Начиная с 1940-х годов, историческим объектом и его зданиями управляло общество «Дочери республики Техас», нанятое штатом Техас, который владеет объектом. В 2017 году здание было передано Техасской исторической комиссии.

## История

### Посольство
После того, как Техас провозгласил независимость от Мексики в 1836 году, Франция была одной из двух стран (другая — Соединённые Штаты), официально признавших Техас независимым государством. Договор о дружбе, мореплавании и торговле между двумя странами официально закрепил это признание. 25 сентября Париж направил Жан-Пьера Исидора Альфонса Дюбуа, секретаря Французского представительства в Вашингтоне, в качестве нового временного поверенного в делах в Республике Техас, представляющего короля Франции Луи Филиппа.
Строительство представительства примерно в полумиле (0,8 км) к востоку от центра города было завершено в 1841 году. Дюбуа устраивал званые обеды из нескольких блюд в домике, который он арендовал в центре города, пока строился его особняк, и работал с законодателями, чтобы привезти французских поселенцев в Техас. Однако пребывание графа де Салиньи в Остине не обошлось без конфликтов. Дюбуа и хозяин гостиницы Ричард Буллок были врагами. Его конфликт с остинцами даже перерос в драку во время так называемой войны свиней 1841 года, когда его дворецкий убил нескольких натворивших беспорядок свиней, принадлежащих Буллоку, и, в свою очередь, подвергся нападению Буллока.
После того, как столица молодой нации была временно перенесена в Вашингтон-на-Бразосе в 1842 году во время войны за архив Техаса дом Дюбуа был заброшен. Французское правительство отозвало графа де Салиньи в 1846 году, когда Техас был аннексирован Соединёнными Штатами.
Особняк позже был занят Джоном Мэри Одином, первым епископом Римско-католической епархии Галвестона, а затем Мозли Бейкером, ветераном Техасской революции. В 1847 году доктор Джозеф У. Робертсон купил поместье у Бейкера, и поколения его семьи проживали там до 1940 года.
Во время своего пребывания в Остине Дюбуа держал по меньшей мере трёх рабов. Семья Робертсонов владела по меньшей мере девятью рабами в своей собственности, используя их для снабжения продовольствием и выполнения домашних обязанностей.

### Музей
Техас приобрел этот участок у наследников Робертсона в 1945 году. Штат передал имущество на хранение Дочерям Республики Техас (ДРТ), которые в 1949 году основали Музей Французского представительства. ДРТ восстановили здание представительства и территорию таким же образом, как и другие дома-музеи в середине XX века. Коллекция включала несколько оригинальных предметов, а внутренняя отделка, выбранная во время реставрации, противоречила более позднему анализу красок. Сайт открылся для публики 5 апреля 1956 года.
Вид на Капитолий штата Техас с крыльца посольства Франции является одним из видов под защитой штата и местного законодательства защиты вида от помех от высотных зданий с 1983 года. С середины 1990-х годов штат нанял профессиональных сотрудников, задача которых состоит в вовлечении окружающих сообществ восточного Остина в программы исторического музея.

## Внешние ссылки
- Ousted Alamo caretakers struggle with another Texas landmark (англ.) (7 мая 2016). Дата обращения: 16 февраля 2022. Архивировано 16 февраля 2022 года.
- Французская Миссия, историческое место штата Техас Архивная копия от 16 февраля 2022 на Wayback Machine